# 김약국의 딸들
《김약국의 딸들》(金藥局의 딸들)은 박경리가 지은 장편소설이다. 1962년 을유문화사에서 처음 간행되었다. 구한말에서 일제강점기(1930년대)까지를 배경으로 통영의 유지 김약국네와 그 다섯 딸의 흥망성쇠를 그려내고 있다.

## 줄거리
구한말, 통영 안뒤산 기슭 간창골에 김봉제 형제가 살았다. 김봉제는 관약국을 경영하며 부를 누렸는데, 선비적 성품을 지녔던 형과 반대로 막냇동생 김봉룡은 성질이 포악했다. 어느 날 봉룡은 아내였던 숙정을 사모하던 나그네를 살해하였고, 숙정은 누명을 벗으려고 비상을 먹고 자살한다. 봉룡은 야반도주했고, 남은 외아들 성수를 봉제가 거두었다. 봉룡이 살던 집은 '도깨비집'이라 불리며 불길하게 여겨졌으나 성수는 그곳에 계속 애착을 가진다. 한편 성수의 큰어머니 송씨는 성수를 미워했다. 송씨의 딸이자 성수의 사촌누이 연순은 성수를 잘 보살폈지만 몸이 약한 탓에 몰락한 양반 자제 택진과 혼인한다. 봉제가 독사에게 물려 죽고 우여곡절 끝에 성수는 가문의 후계를 잇게 된다. 약국을 물려받아 '김약국'으로 불리게 된 성수는 어장 사업으로 부를 얻고, 한실댁 탁씨와의 사이에서 다섯 딸 용숙, 용빈, 용란, 용옥, 용혜를 낳는다.
맏딸 용숙은 일찍 시집을 갔다가 과부가 되었다. 아들을 치료해주던 병원 의사와 외도했다가 아이를 배는데, 이 아이를 우물에 빠뜨려 죽였다는 누명을 쓰고 평판이 크게 나빠지자 김약국네는 딸을 외면한다. 이후로 용숙은 대금업 등으로 부자가 되지만 가족과는 거의 연을 끊게 된다. 셋째 딸 용란은 빼어난 미모를 가졌지만 욕구에 충실한 성품 탓에 머슴의 자식인 한돌이와 성추문을 일으킨다. 혼삿길이 막혀 결국 아편 중독자에 성 불구자인 연학에게 시집을 가게 되고 불행한 결혼 생활을 보낸다. 한편 용란과 원래 혼인하기로 되어 있었던 어부 서기두는 용란을 잃은 것에 크게 분개하였다가, 용란의 동생인 넷째 딸 용옥과 혼인하게 된다. 하지만 용란에 대한 아쉬움과 용옥의 떨어지는 외모 때문에 곧 아내를 외면하게 된다.
김약국은 어장 사업을 벌였다가 선박 사고로 크게 손해를 보게 되고, 사업 동료였던 정국주의 꾐에 빠져 재산을 거의 빼앗기게 된다. 가세가 기울면서, 정국주의 아들 홍섭과의 결혼을 꿈꾸던 둘째 딸 용빈도 그 꿈을 배반당한다. 그 무렵 용란과의 추문으로 쫓겨났던 한돌이가 되돌아와서 용란과 다시 만나기 시작한다. 이에 분노한 남편 연학이 한돌이와 한실댁을 도끼로 찍어 죽인다. 사건의 충격으로 용란은 정신이상자가 된다. 용옥은 시아버지에게 겁탈당할 뻔한 뒤 남편 서기두가 있는 부산을 찾아갔다가, 타고 있던 배가 가라앉아 죽고 만다.
집안이 풍비박산난 상황에서 김약국도 위암에 걸려 죽음을 맞이한다. 용빈은 서기두에게 용란을 보살펴달라고 부탁한 뒤 막냇동생 용혜를 데리고 통영을 떠난다.

## 등장인물

### 김약국 일가
- 김약국(金藥局): 본명은 김성수(金成洙). 어머니가 자살한 뒤 암울한 어린 시절을 보냈다. 물려받은 약국은 청산하고 어장을 경영하고 있으나 여전히 '김약국'으로 불린다. 현실에 무관심한 태도를 보인다.
- 한실댁: 김약국의 처. 본명은 탁분시(卓粉施)로, 한실 부농 탁씨의 딸이다. 다섯 딸들에게 큰 기대를 걸고 있다.
- 김용숙(金容淑): 김약국과 한실댁의 첫째 딸. 욕심이 많고 표독스럽다. 일찍 시집을 들었다가 과부가 되었다. 대밭골에서 아들 동훈과 살고 있다.
- 김용빈(金容斌): 둘째 딸. 자매 중 가장 영민하여 서울에서 여학교와 전문학교를 졸업한 뒤 교사가 된다. 독실한 기독교 신자이지만 계속해서 회의감을 느낀다.
- 김용란(金容蘭): 셋째 딸. 자매 중 미모가 가장 뛰어나지만, 버릇이 없고 자신의 욕망에 충실하다.
- 김용옥(金容玉): 넷째 딸. 말수가 적고 신앙심이 가장 깊다. 미모는 자매 중 가장 떨어지지만 살림을 잘한다.
- 김용혜(金容惠): 막내딸. 김약국이 어릴 적 연순을 닮았다 하여 가장 귀여워 한다. 자매 중 유일하게 밤색 머릿결을 갖고 있다.
- 김용환: 김약국과 한실댁의 첫 아들. 송씨가 특별히 귀여워 하였지만, 마마(천연두)에 걸려 여동생들이 태어나기 전에 죽었다.
- 동훈(東勳): 용숙의 어린 외아들. 잔병치레가 많다.

### 이중구 일가
- 이중구(李重九): 김약국의 고종사촌 형. 소목장이 일을 하고 있으며 장인정신이 강하다.
- 윤정임: 중구의 처. 통칭 윤씨. 이중구와 금실이 좋다.
- 이정윤(李貞允): 중구와 윤씨의 첫째 아들. 의사로서 대구의전을 졸업하고 진주의 도립병원에서 일하고 있다.
- 이태윤(李泰允): 둘째 아들. 일본 아오야마학원에 다니고 있다.

### 정국주 일가
- 정국주(鄭國柱): 옛날 김약국네의 일을 도왔던 하동댁의 아들. 처음에는 옹기장이였다가 돈을 모아 김약국과 어장 사업을 같이 했었다. 지금은 친일파가 되었고, 양조장과 고리대금업으로 큰 부를 손에 넣었다.
- 정홍섭(鄭弘燮): 정국주의 아들. 용빈의 남자친구로, 용빈과 마찬가지로 독실한 기독교 신자다. 태윤은 그를 예수쟁이라고 부르며 아니꼬워 한다.

### 선대 인물들
- 김봉제(金奉濟): 지방 호족의 후손으로 관약국(官藥局)의 의원. 김약국과 사냥을 갔다가 살모사에게 물린 뒤 파상풍으로 죽었다.
- 송씨(宋氏): 봉제의 처. 동서였던 숙정에 대한 열등감과 자살한 여자의 아들이라는 생리적인 공포 때문에 조카자식인 김약국을 미워했다. '비상 먹고 죽은 이의 자손은 키우지 말아야 했다'는 유언을 남기고 죽는다.
- 김봉희: 봉제의 여동생. 과부로서 외아들 중구를 혼자 키웠다.
- 김봉룡(金奉龍): 봉제의 막냇동생이자 김약국의 아버지. 형과 달리 오만하고 난폭했다. 처 숙정을 찾아온 송욱을 홧김에 살해하고 숙정이 자살하자, 통영을 떠나 버린다.
- 박숙정(朴淑貞): 봉룡의 처. 함양 출신으로 봉룡에게 구박받다가 송욱 사건을 계기로 비상을 먹고 죽었다.
- 김연순(金燕順): 봉제의 외딸. 어려서부터 폐결핵을 앓아 몸이 약했다. 김약국은 사촌누이인 그녀에게 연심을 품고 있었다.
- 강택진(姜澤辰): 연순과 혼인한 사내. 양반의 후손이지만 무식한 소인배이다. 김봉제 일가의 재산을 노리고 있다.
- 지석원(池石元): 봉룡네의 하인. 떠돌이 출신으로 매사 낙천적이고 잘난체와 술주정이 심하다. 봉룡네가 망한 뒤로 동학농민운동을 틈타 입대했다. 아들 한돌을 김약국댁에 맡기고 떠난 뒤 욕지도에서 객사했다.
- 옥화(玉花): 지석원이 추파를 던지는 주막 여자. 강택진과의 사이에서 낳은 사생아가 있다. 후일 그 아들은 후일 일본에 일하러 가고, 옥화는 며느리에 의해 쫓겨난 후 죽는다.
- 송욱(宋郁): 숙정을 연모했던 사내. 숙정과 혼인할 뻔했으나 숙정의 사주를 이유로 어그러졌다. 다른 여인과 결혼한 뒤 그리움을 못 이겨 숙정을 찾아왔다가, 분노한 봉룡에게 살해당한다.

### 기타 관련 인물
- 지한돌(池- ): 지석원이 미우재 무당과의 사이에서 낳은 아들. 김약국 일가에서 자랐다.
- 서기두(徐基斗): 김약국네의 어장 관리 일을 하는 사내. 용란과 혼인할 예정이었고 본인도 원했지만, 용란이 성추문을 일으킴으로써 파토가 된다. 이후 그 동생인 용옥과 결혼하지만 영 정을 붙이지 못한다.
- 서영감(徐- ): 서기두의 아버지. 기두가 물려받기 전 어장을 도맡았다.
- 최연학(崔延鶴): 정미소집 부자 최상호의 아들. 성추문으로 인해 혼삿길이 막힌 용란과 혼인했다. 실은 아편 중독자에 성불구자였다.
- 소청(小淸): 김약국을 흠모했던 기생.
- 여문이: 김약국 집에서 일하는 여종.
- 윤희(允姬): 정윤의 처로 대구에서 만나 혼인했다. 폐병을 앓았고, 삶에 대해 크게 집착하지 않는 태도를 가진 여인. 정윤은 그런 점에 반해 결혼했지만 시아버지 중구는 못마땅해 한다.
- 순자: 태윤의 중학교 때 선배의 아내로, 선배가 행방불명되면서 과부가 되었다. 태윤이 연심을 품고 있으며 차후 그와 재혼한다.
- 케이트 양: 영국 출신의 선교사로 용빈의 종교 상담을 받아주곤 한다.
- 안마리아: 용빈이 서울에서 다니는 교회 안 목사의 조카딸로, 부유한 집안의 처녀. 차후 홍섭과 혼인한다.
- 강극(姜極): 태윤의 동지. 로맨티시즘이야말로 혁명의 원동력이라 생각하고 있다.

## 출간 도서
- 《金藥局의 딸들》, 을유문화사, 493쪽, 1962년 9월 1일 출간
- 《金藥局의 딸들》, 현암사, 424쪽, 1967년 2월 26일 출간
- 《金藥局의 딸들》(2권), 삼중당, 465쪽, 1975년 출간
- 《金藥局의 딸들》, 지식산업사, 408쪽, 1980년 3월 5일 출간
- 《김약국의 딸들》, 나남출판, 398쪽, 1993년 1월 15일 출간 (ISBN 9788930005296)
- 《김약국의 딸들》, 휴이넘, 290쪽, 2007년 10월 25일 출간 (ISBN 9788937843747)
- 《김약국의 딸들》, 마로니에북스, 430쪽, 2013년 3월 25일 출간 (ISBN 9788960532625)
- 《김약국의 딸들》, 다산책방, 495쪽, 2023년 4월 27일 출간 (ISBN 9791130699165)

## 원작으로 한 작품
- 《김약국의 딸들》, 영화, 유현목 감독, 1963년 5월 1일 개봉
- 《김약국의 딸들》, 드라마, MBC 소설극장, 2005년 1월 10일 ~ 2005년 7월 30일 방영